# Scopula promethes
Scopula promethes är en fjärilsart som beskrevs av Louis Beethoven Prout 1928. Scopula promethes ingår i släktet Scopula och familjen mätare. Inga underarter finns listade.